# Garian

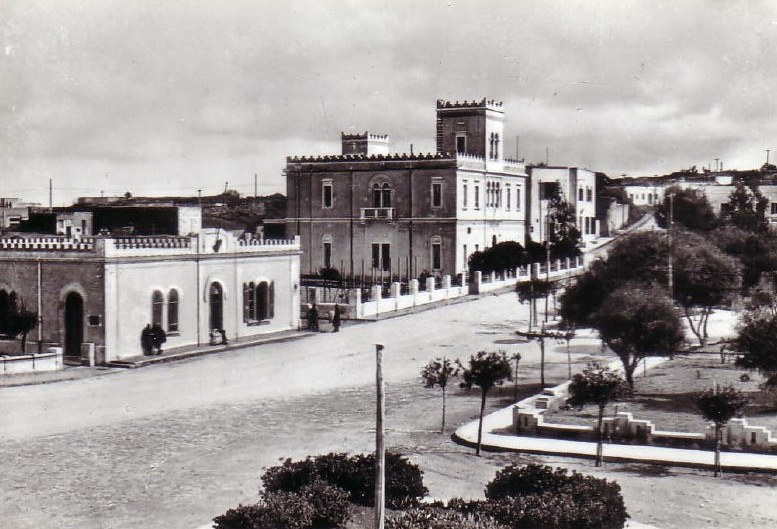
Altstadt in den 1940er Jahren

Garian (arabisch غريان Ghariyan, Zentralatlas-Tamazight ⵖⵔⵢⴰⵏ Ɣeryan; auch Garjan) ist eine Berberstadt im nordwestlichen Libyen, im Distrikt Gebel Garbi. Vor 2007 war es der Verwaltungssitz des Distrikts Garian. Garian ist bei einer Höhe von 700 m eine der größten Städte in den Nafusa-Bergen, ein Gebiet, welches hauptsächlich von Berbern bevölkert ist. Im Jahre 2012 hatte die Stadt 30.062 Einwohner.

## Geschichte
Garian war auf den Handelsrouten sowohl südlich des Fessan als auch über den Nafusa-Bergen. Im Jahre 1884 hatten die Osmanen ein Bürgermeisteramt sowie einen Stadtrat in Garian eingerichtet.

## Transport und Wirtschaft
In den 1920er Jahren errichteten die italienischen Kolonialherren eine 90 km lange Eisenbahnlinie zwischen Tripolis und einem Dorf nahe Garian, welches im Zweiten Weltkrieg von britischen Kampfbombengeschwadern zerstört wurde.
Getreide und Feigen werden für den lokalen Konsum angebaut, sowie Oliven und Safran sowohl für den örtlichen Gebrauch, als auch für den Export.